# Попівка (притока Гнилого Тікичу)
Попі́вка (вимоваⓘ) — річка в Україні, в межах Звенигородського району Черкаської області. Права притока Гнилого Тікичу (басейн Південного Бугу).

## Опис
Довжина 26 км, площа басейну 187 км². Похил річки 3,8 м/км. Долина вузька. Річище звивисте, подекуди в кам'янистих берегах, у верхів'ях часто пересихає. Споруджено кілька ставків.

## Розташування
Попівка бере початок на північний схід від села Рижанівка. Тече на південний схід (місцями на схід) через Попівку, Вільховець і падає до Гнилого Тікичу в північній частині села Стебне. 
Річку перетинає автошлях Н16.